# Both Sides of the Gun
Both Sides of the Gun é o sétimo álbum de estúdio do cantor Ben Harper e The Innocent Criminals, lançado a 21 de Março de 2006.
| Críticas profissionais                                                      | Críticas profissionais |
| Avaliações da crítica                                                       | Avaliações da crítica  |
| Fonte                                                                       | Avaliação              |
| --------------------------------------------------------------------------- | ---------------------- |
| allmusic                                                                    | [ 1 ]                  |
| Rolling Stone                                                               | [ 2 ]                  |
| Esta tabela precisa de ser acompanhada por texto em prosa. Consulte o guia. |                        |

## Faixas
Todas as faixas por Ben Harper, exceto onde anotado

### Disco 1
1. "Morning Yearning" – 4:09
2. "Waiting for You" (Ben Harper/Michael Ward) – 3:34
3. "Picture in a Frame" (Ben Harper/Michael Ward/Juan Nelson/Oliver Charles/Jason Yates/Leon Mobley) – 4:36
4. "Never Leave Lonely Alone" – 2:51
5. "Sweet Nothing Serenade" – 2:44
6. "Reason to Mourn" – 4:26
7. "More Than Sorry" (Ben Harper/Danny Kalb) – 3:24
8. "Cryin' Won't Help You Now" – 2:35
9. "Happy Everafter in Your Eyes" – 2:31

### Disco 2
1. "Better Way" – 3:58
2. "Both Sides of the Gun" – 2:44
3. "Engraved Invitation" – 2:55
4. "Black Rain" (Ben Harper/Jason Yates) – 2:57
5. "Gather 'Round the Stone" – 3:08
6. "Please Don't Talk About Murder While I'm Eating" – 2:34
7. "Get It Like You Like It" – 3:27
8. "The Way You Found Me" – 2:53
9. "Serve Your Soul" – 8:22

## Créditos
- Ben Harper - Vocal, guitarra, baixo, bateria, percussão, piano, guitarra acústica
- Juan D. Nelson - Baixo
- Oliver Francis Charles - Bateria
- Leon Mobley - Percussão
- Jason Yates - Teclados
- Matt Cory - Baixo
- Michael Ward - Guitarra, baixo
- JP Plunier - Bateria
- Charlie Musselwhite - Vocal de apoio
- Greg Kurstin - Órgão Hammond
- Marc Ford - Guitarra
- Alyssa Park, Joel Pargman, Patrick Rosalez, Brett Banducci, Timothy Loo - Guitarra
- David Palmer - Teclados
- Danny Kalb - Guitarra
- Jan Ghazi - Guitarra elétrica, vocal de apoio
- Nick Sandro - Baixo, vocal de apoio
- Jason Mozersky - Guitarra
- Scott Thomas - Vocal de apoio
- Jose Medeles - Bateria
- Jesse Ingalls - Baixo
- Jordan Richardson - Bateria
- William Gus Seyffert - Baixo
- Ellen Harper, Sue Chase, Michelle Griepentrog, Jennifer Ohrstrom, Natasha Cockrell - Vocal de apoio

## Tabelas
Álbum
| Ano  | Tabela              | Posição |
| ---- | ------------------- | ------- |
| 2006 | Billboard 200       | 7       |
| 2006 | Top Canadian Albums | 5       |
| 2006 | Top Internet Albums | 7       |